# Babels hus
Babels hus är en roman från 1978 av P.C. Jersild. Namnet syftar på byggnadsverket Babels torn i Bibelns Första mosebok. Babels hus gavs ut på Albert Bonniers förlag och har översatts till flera språk.
Romanen ifrågasatte sjukvårdspolitikens inriktning på storskaliga och opersonliga sjukhus. Handlingen kretsar kring Primus Svensson, en 76-årig man som läggs in på sjukhus för hjärtinfarkt. Vistelsen på sjukhuset blir dock allt annat än positiv och Svensson möts av en vårdapparat som är avhumaniserad, där empati är en lyxvara och där kommunikation mellan personal och patient inte fungerar.
Jersild fick utstå kritik från läkarkåren både innan och efter att romanen hade givits ut. Många i kåren ansåg att han borde ha givit sig ut i verkligheten för att arbeta istället för att kritisera. Kritiken tystnade dock när romanen blev en försäljningssuccé. Den är en av titlarna i boken Tusen svenska klassiker (2009).